# Bordás Beáta
Bordás Beáta (Sepsiszentgyörgy, 1986 –) erdélyi magyar művészettörténész, muzeológus.

## Tanulmányok
Szülővárosában, a Mikes Kelemen Elméleti Líceumban érettségizett. A kolozsvári Babeș–Bolyai Tudományegyetem Történelem és Filozófia Karán, történelem–művészettörténet szakon végzett 2008-ban. Ugyanitt védte meg doktori dolgozatát Erdélyi kastélyépítészet a historizmus korában (1840–1918). Az egykori Kolozs, Torda-Aranyos és Alsó-Fehér vármegyék kastélyai címmel 2013-ban.

## Pályafutása
2016–2021 között muzeológus a kolozsvári Szépművészeti Múzeumban, képzőművészeti kiállítások kurátora. 2021-től a sepsiszentgyörgyi Erdélyi Művészeti Központ igazgatója.
Két könyve jelent meg, valamint tanulmányokat közölt folyóiratokban.

## Kötetei
- Erdélyi kastélyépítészet a historizmus korában (1840–1914). Polis Könyvkiadó – Erdélyi Múzeum-Egyesület, Kolozsvár, 2016.[2]
- A kolozsvári Bánffy-palota. Polis Könyvkiadó – Erdélyi Múzeum-Egyesület, Kolozsvár, 2019.[3]